# 601
Rok 601 (DCI) byl nepřestupný rok, který podle juliánského kalendáře započal nedělí.
Podle židovského kalendáře došlo k přelomu let 4361 a 4362. Do vzniku islámského letopočtu zbývá 22 let. 

## Události

#### Evropa
- Frankové, Merovejci a Karlovci mají úspěšně pod kontrolou většinu Evropy, zatímco feudálové postupně získávají přízeň lidu a snaží se dostat k moci.
- Langobardi pod vládou krále Agilulfa expandují na sever Itálie, zakládají osady společně s Franky a udržují přerušovaný vztah s Římem.
- Liuva II. se ve věku 18 let stává vizigótským králem a nahrazuje na trůnu svého otce Rekkareda I. Ten po patnácti letech vlády zemřel přirozenou smrtí v Toledu.

#### Byzantská říše
- Výprava na Balkán: Byzantská armáda pod vedením Petra, bratra císaře Mauricia, překračuje Dunaj a postupuje k řece Tisa, kde poráží Avary.

## Narození
- 13. září  – Alí, bratranec proroka Mohameda a hlavní figura šíitského proudu islámu († 661)
- Sigibert II., král Austrasie a Burgundského království († 613)
- Rukaja, dcera islámského proroka Mohameda († 624)

## Úmrtí
- Rekkared I., vizigótský král (* 559)
- Kasim ibn Mohamed, syn islámského proroka Mohameda (* 598)
- Aelia Sofia, manželka byzantského císaře Justiniána II. (* ?)

## Hlavy států
- Papež – Řehoř I. Veliký (590–604)
- Byzantská říše – Maurikios (582–602)
- Franská říše – Chlothar II. (584–629)
  - Orléans/Burgundsko – Theuderich II. (595–613)
  - Mety – Theudebert II. (595–612)
- Vizigóti – Rekkared I. » Liuva II. (601 – 603)
- Anglie
  - Wessex – Ceolwulf (597–611)
  - Essex – Sledda (587–604)
- Perská říše – Husrav II. (590, 591–628)